# Jużłag
Jużłag, ros. Южлаг, Южный железнодорожный исправительно-трудовой лагерь - obóz w strukturze Gułag. Utworzony w 1938 na bazie rozwiązanego Bamłagu. Rozwiązany w 1943, na jego miejscu powstał Tajszetłag. Centrum mieściło się początkowo w Ułan Ude w Buriacko-Mongolskiej ASRR, następnie przy stacji Zaudinskaja, a od końca 1940 w Tajszecie.
Więźniem Jużłagu był męczennik Sergij (Sergiej Józefowicz Skworcow), później święty Rosyjskiego Kościoła Prawosławnego